# Santapan Timur
Santapan Timur is een bestuurslaag in het regentschap Ogan Ilir van de provincie Zuid-Sumatra, Indonesië. Santapan Timur telt 1077 inwoners (volkstelling 2010).